# María Cristina Trigo
María Cristina Trigo Viaña (La Paz, 1935-La Paz, Bolivia, 30 de diciembre de 2014) fue una escritora boliviana y esposa del destacado político asesinado Marcelo Quiroga Santa Cruz.

## Biografía
María Cristina Trigo nació el año 1935 en la ciudad de La Paz. Comenzó sus estudios escolares en 1941, saliendo bachiller el año 1952 en su ciudad natal.
En 1954, a sus 19 años, María Cristina contrajo matrimonio con Marcelo Quiroga Santa Cruz, personaje quien años después se convertiría en uno de los más importantes personalidades políticas de Bolivia. En 1957, nació su primera hija (María Soledad) y en 1959 su segundo hijo (Pablo Rodrigo).

### Carrera política
El 17 de julio de 1980, cuando Trigo tenía 45 años, su esposo Marcelo, en ese entonces diputado en el congreso nacional boliviano, fue brutalmente detenido, torturado, asesinado y desaparecido por el gobierno del general Luis García Meza Tejada y de su ministro del interior Luis Arce Gómez.
Pasarían 6 años, cuando el 7 de abril de 1986, durante el cuarto gobierno del presidente Víctor Paz Estenssoro, se abrió un juicio de responsabilidades contra el expresidente Luis García Meza y sus más cercanos colaboradores gubernamentales durante la etapa de la dictadura militar en Bolivia.
El juicio de responsabilidades duro 7 años más, dándose el veredicto final durante el gobierno de Jaime Paz Zamora en 21 de abril de 1993, en donde el expresidente Luis García Meza, fue sentenciado a 30 años de presidio sin derecho a indulto, junto a García Meza se encontraba también el exministro del interior Luis Arce Gómez con 30 años de sentencia, Waldo Bernal Pereira con 5 años de sentencia y Armando Reyes Villa (padre del político Manfred Reyes Villa) con 2 años de sentencia. En el momento del veredicto, García Meza se encontraba prófugo de la justicia.
En marzo de 1994, Luis García Meza es detenido en la ciudad de Sao Paulo, por la policía federal del Brasil. Su extradición a Bolivia duraría un año entero.
En marzo de 1995, llegó desde Brasil al aeropuerto Internacional de El Alto, García Meza, con el objetivo de cumplir su condena de 30 años de privación de libertad en la cárcel de máxima seguridad de Chonchocoro. Se espera que salga de prisión en marzo de 2025. 
En 2007, a sus 72 años, Trigo Viaña sacó al mercado su novela titulada "Las Muertes de Gabriel". En 2010, durante el segundo gobierno del presidente Evo Morales, Trigo Viaña realizó una demanda ante la Comisión Interamericana de Derechos Humanos (CIDH) contra el estado boliviano, esto debido según ella a la falta de voluntad del  gobierno para encontrar los restos de Marcelo Quiroga Santa Cruz.
Años después, Trigo Viaña se opuso también a la promulgación de una ley para la lucha contra la corrupción que casualmente lleva el nombre de su esposo.

### Fallecimiento
María Cristina Trigo falleció en la ciudad de La Paz el 30 de diciembre de 2014 a los 79 años de edad. El motivo de la muerte fue por casusas naturales como lo relataba su hijo. Cabe mencionar que hasta la fecha de su muerte, María Cristina Trigo nunca pudo encontrar los restos de sus esposo.